# Jernej Jurše
Jernej Jurše, slovenski veslač, * 22. september 1987.
Jurše je za Slovenijo nastopil na Poletnih olimpijskih igrah v Pekingu, kjer je v dvojnem četvercu v repesažu osvojil četrto mesto.